# Çatak, Alaplı
Çatak là một xã thuộc huyện Alaplı, tỉnh Zonguldak, Thổ Nhĩ Kỳ. Dân số thời điểm năm 2011 là 1232 người.